# バレスティア・カルサFC
バレスティア・カルサFC（英語: Balestier Khalsa Football Club）は、シンガポールの中央部にホームを置くサッカークラブである。
2002年にバレスティア・セントラルFCとクレメンティ・カルサFCの合併により現在のクラブが成立した。ホームグラウンドのトア・パヨー・スタジアムは、もともとはバレスティア・セントラルがホームとしていた。

## 前身クラブの歴史

### バレスティア・セントラルFC
1898年にファトゥル・カリブFC (Fathul Karib Football Club) の名前で創設された。チームは当初、シンガポールのファラーパーク地区に本拠を構えていた。1975年にバレスティア・ユナイテッドFC (Balestier United FC) に改称し、同年から始まったナショナル・フットボール・リーグに参加するようになった。1958年と1992年にはシンガポールカップを獲得した。1988年から1995年まではシンガポール・プレミアリーグ（Sリーグの前身）に参加。1996年にクラブはSリーグの創立メンバーのひとつとなり、名前をバレスティア・セントラルFC (Balestier Central FC) へと変えた。

### クレメンティ・カルサFC
クレメンティ・カルサFC (Clementi Khalsa FC) はシンガポールのシク教徒コミュニティを代表するクラブとして創設され、1999年にSリーグに加わった。クラブはクレメンティ地区を本拠地としており、クレメンティ・スタジアムでホームゲームを行っていた。

## タイトル

### 国内タイトル
- シンガポールリーグカップ : 1回
  - 2013

## 現所属メンバー
2016年2月6日現在
注：選手の国籍表記はFIFAの定めた代表資格ルールに基づく。
| No. | Pos. |              | 選手名                     |
| --- | ---- | ------------ | -------------------------- |
| 1   | GK   | シンガポール | ダニエル・オン             |
| 2   | DF   | シンガポール | ファドリ・カミス           |
| 3   | DF   | シンガポール | ハナフィ・サレー           |
| 4   | DF   | セルビア     | エミール・ロチナッチ       |
| 5   | MF   | シンガポール | シャー・ヒルル             |
| 7   | FW   | シンガポール | ズルキフリ・ハシム         |
| 9   | FW   | クロアチア   | ロベルト・ペリシッチ       |
| 11  | FW   | セルビア     | ミロスラヴ・クリスチッチ   |
| 12  | DF   | シンガポール | シェイク・アブドゥル・ハジ |
| 13  | MF   | シンガポール | ジャミル・アリ             |

| No. | Pos. |              | 選手名                   |
| --- | ---- | ------------ | ------------------------ |
| 14  | MF   | シンガポール | ファズリ・アヨブ         |
| 15  | FW   | シンガポール | ファディル・ノー         |
| 17  | FW   | シンガポール | シャーフィク・ザイナル   |
| 18  | DF   | シンガポール | アマド・シャヒル・サヒミ |
| 19  | GK   | シンガポール | ザイフル・ニザム()       |
| 20  | DF   | シンガポール | 何偉龍                   |
| 22  | GK   | シンガポール | アメールル・シャーフィク |
| 23  | MF   | シンガポール | ダニエル・マズラン       |
| 24  | MF   | シンガポール | ハズワン・ハリム         |
| 25  | DF   | シンガポール | ゲーリー・ルー           |

## 歴代所属選手
- 柿本倫明 2001
- スリー・スカ 2001
- 岩田昌浩 2002
- 加々美太一 2002
- 田島翔 2002
- 中村彰宏 2005-2006
- 末岡龍二 2007
- 猿田浩得 2008
- 瀬戸春樹 2008
- シュタルフ・悠紀・リヒャルト 2007-2008
- 小林大輝 2011-2012
- イグナティウス・アン 2015